# Lîpa, Dubno
Lîpa (în ucraineană Липа) este un sat în comuna Mîrohoșcea Perșa din raionul Dubno, regiunea Rivne, Ucraina.

## Demografie
Componența lingvistică a localității Lîpa
     Ucraineană (100%)
Conform recensământului din 2001, toată populația localității Lîpa era vorbitoare de ucraineană (100%).